# Jürgen Petersohn

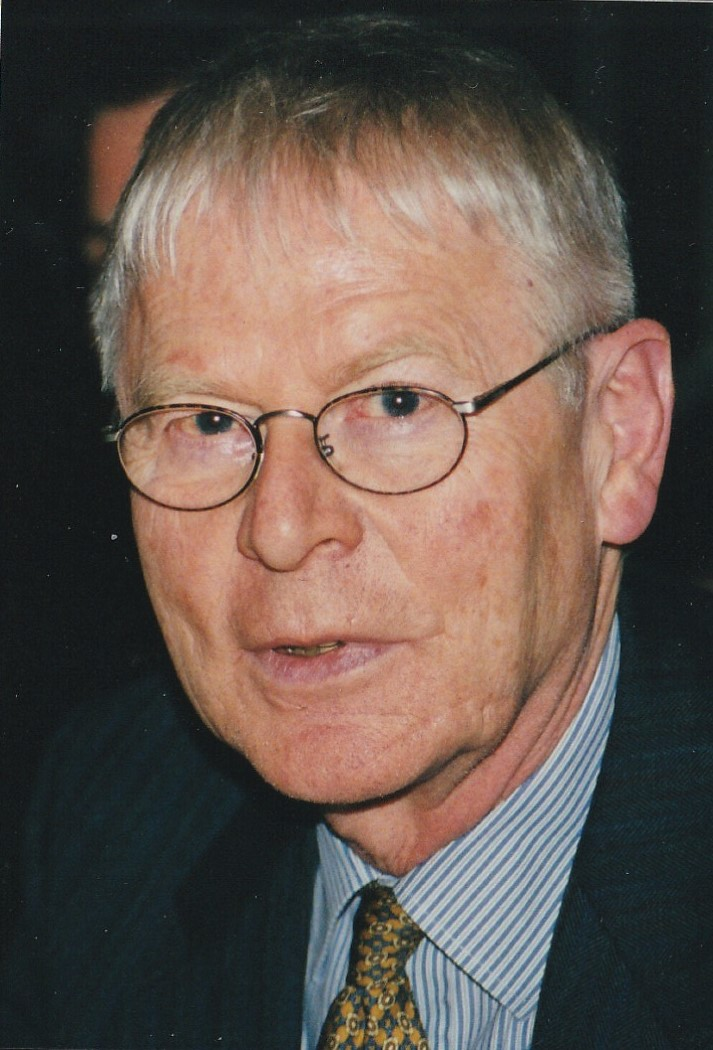
Jürgen Petersohn, aufgenommen 2000 von Werner Maleczek

Jürgen Petersohn (* 8. April 1935 in Merseburg; † 20. Juli 2017 in Würzburg) war ein deutscher Historiker mit den Schwerpunkten mittelalterliche Geschichte und nordostdeutsche Landesgeschichte.
Petersohn lehrte von 1981 bis 2000 als Professor für mittelalterliche Geschichte an der Philipps-Universität Marburg. Er trat vor allem mit Arbeiten zur politischen Ideengeschichte, zur Geschichte von Papsttum und Kirche, zur Geschichte der Stadt Rom, zur päpstlichen Diplomatie im Quattrocento sowie zur fränkischen und vor allem pommerschen Landesgeschichte hervor. Für die Monumenta Germaniae Historica erwarb er sich bleibende Verdienste als Editor der ältesten Lebensbeschreibung Ottos von Bamberg, der sogenannten „Prüfeninger Vita“.

## Leben
Der 1935 in Merseburg geborene Petersohn war der Sohn eines höheren Beamten der preußischen Schulverwaltung. Sein Vater wurde 1936 nach Köslin in Pommern versetzt. Dort verbrachte Petersohn seine Kindheit und die ersten Schuljahre. Die Kreisstadt in der Nähe der Ostsee war über mehrere Jahrhunderte Residenzort der Bischöfe von Kammin gewesen und beeinflusste Petersohns Wahrnehmung der Welt nachhaltig. Nach dem Zweiten Weltkrieg floh die Familie in den Westen. Bei seiner Flucht war Petersohn im vierten Schuljahr. Als einziges Buch nahm er die Geschichte der Stadt Köslin von Fritz Treichel mit. Die Familie lebte ab 1946 im oberfränkischen Coburg, wo sie bei Verwandten Aufnahme gefunden hatte. Petersohn legte 1954 an der Oberrealschule Ernestinum in Coburg das Abitur ab. Von 1954 bis 1960 studierte er Geschichte, Germanistik und Philosophie an den Universitäten Würzburg, Marburg (bei Heinrich Büttner) und Bonn (bei Helmut Beumann). In Würzburg wurde er Mitglied der Landsmannschaft Teutonia Würzburg. Ab dem Sommersemester 1955 erhielt er ein Stipendium der Studienstiftung des deutschen Volkes. In Bonn wurde er 1959 bei Walther Hubatsch mit einer frühneuzeitlichen Arbeit promoviert: Markgraf Georg Friedrich von Brandenburg-Ansbach und Bayreuth als Herzog in Preußen 1578–1603. Die erste Staatsprüfung für das höhere Lehramt in den Fächern Deutsch und Geschichte legte er im Januar 1960 ab.
Von 1961 bis 1964 war Petersohn Stipendiat der Deutschen Forschungsgemeinschaft, von 1964 bis 1970 wissenschaftlicher Assistent am Historischen Seminar der Universität Würzburg. Dabei wurde Otto Meyer als akademischer Lehrer prägend. Unter seinem Einfluss konzentrierte sich Petersohn auch fortan in seinen Forschungen auf das Mittelalter. Im Jahre 1970 wurde er in Würzburg mit der Studie Sakralstruktur und Kultgeschichte des südlichen Ostseeraums für Mittelalterliche Geschichte und Historische Hilfswissenschaften habilitiert. Von 1970 bis 1972 war er Oberassistent am Institut für Geschichte der Universität Würzburg. Seine akademische Laufbahn verlief eher schleppend. An der Universität Tübingen nahm er von 1971 bis 1973 eine dreisemestrige Vertretung auf dem von Horst Fuhrmann geräumten Lehrstuhl wahr. In Würzburg lehrte er ab 1975 als außerplanmäßiger und ab 1978 als außerordentlicher Professor. Eine Berufung an die Universität Tübingen kam 1976 nicht zustande, da die Stelle gestrichen wurde.
Im Alter von 46 Jahren wurde Petersohn 1981 als Nachfolger von Helmut Beumann Professor für Mittelalterliche Geschichte an der Universität Marburg. Anfang der achtziger Jahre versuchten dort linke studentische Gruppen auf die gesellschaftlichen Themen ihrer Zeit (NATO-Doppelbeschluss, Atomkraftwerke und Startbahn West) in ihrem Sinne Einfluss zu nehmen. Aus solchen politischen und weltanschaulichen Gründen wurden auf Betreiben einer marxistischen Studentengruppe auch Petersohns Lehrveranstaltungen boykottiert. In Marburg war er 1985/86 und 1993/94 Dekan des Fachbereichs Geschichtswissenschaften. Als akademischer Lehrer betreute er 16 Dissertationen, darunter die von Holger Berwinkel, Otfried Krafft, Jörg Schwarz und Peter Wiegand, sowie die Habilitationen von Matthias Thumser und Irmgard Fees. Er konnte erst in den 1990er Jahren einen nennenswerten Schülerkreis bilden.
Ab 1983 war Petersohn Mitglied und von 1998 bis 2001 Vorsitzender des Konstanzer Arbeitskreises für Mittelalterliche Geschichte. Als Vorsitzender kümmerte er sich um die Vorbereitung des für 2001 vorgesehenen fünfzigjährigen Jubiläums. Zu diesem Anlass gab er die bio-bibliographische Dokumentation der Mitglieder und ihrer Werke sowie den Tagungsband Mediaevalia Augiensia. Forschungen zur Geschichte des Mittelalters heraus. Für den Arbeitskreis initiierte er im Herbst 1990 und im Frühjahr 1991 Tagungen auf der Insel Reichenau zum Thema „Politik und Heiligenverehrung im Hochmittelalter“. Den Sammelband dazu gab er 1994 als 42. Band der Vorträge und Forschungen heraus. Auf Helmut Beumann, der Gründungsmitglied und langjähriger Vorsitzender des Arbeitskreises gewesen war, verfasste er einen ausführlichen Nachruf im 43. Sonderband der vom Konstanzer Arbeitskreis herausgegebenen Reihe Vorträge und Forschungen. Auch die hessische Sektion des Arbeitskreises in Marburg, Gießen und Frankfurt hat er fast zwanzig Jahre koordiniert.
Petersohn war Mitglied der Historischen Kommission für Pommern (1959), der Gesellschaft für fränkische Geschichte (1968), des Johann Gottfried Herder-Forschungsrats (1973) und der Historischen Kommission für Hessen (1985). Er wurde 1991 korrespondierendes und 1998 ordentliches Mitglied der Wissenschaftlichen Gesellschaft an der Universität Frankfurt am Main. Im Jahr 1976 wurde ihm die Ehrengabe zum Georg-Dehio-Kulturpreis und 1988 der Pommersche Kulturpreis verliehen. Zum 65. Geburtstag erhielt er eine Festschrift. Der Sammelband behandelt vor allem Probleme des Kaiser- und Papsttums, die Geschichte Roms, die Literatur des Quattrocento sowie verfassungs- und rechtsgeschichtliche Themen.
Im Jahr 2000 wurde Petersohn an der Universität Marburg emeritiert. Danach legte er noch sieben selbständige Publikationen vor. Mit Würzburg blieb Petersohn nicht nur durch seine Biographie, sondern auch in seinen Forschungen eng verbunden. Kurz nach seiner Emeritierung kehrte er dorthin zurück. Zum 150-jährigen Bestehen des Würzburger Historischen Seminars sprach er 2007 über Franz Xaver Wegele als Organisator des Würzburger Geschichtsstudiums im 19. Jahrhundert. Im folgenden Jahr veröffentlichte er seine grundlegende Darstellung Franken im Mittelalter. Identität und Profil im Spiegel von Bewußtsein und Vorstellung. Sein letzter Aufsatz, der 2016 in den Mitteilungen des Instituts für Österreichische Geschichtsforschung erschien, behandelt Franz Xaver Wegele und die Berufung des Kärntners Matthias Lexer an die Universität Würzburg (1868/1869).
Petersohn war seit Dezember 1964 verheiratet. Aus der Ehe gingen drei Söhne hervor. Petersohn starb am 20. Juli 2017 im Alter von 82 Jahren in seinem Zuhause in Würzburg.

## Forschungsschwerpunkte

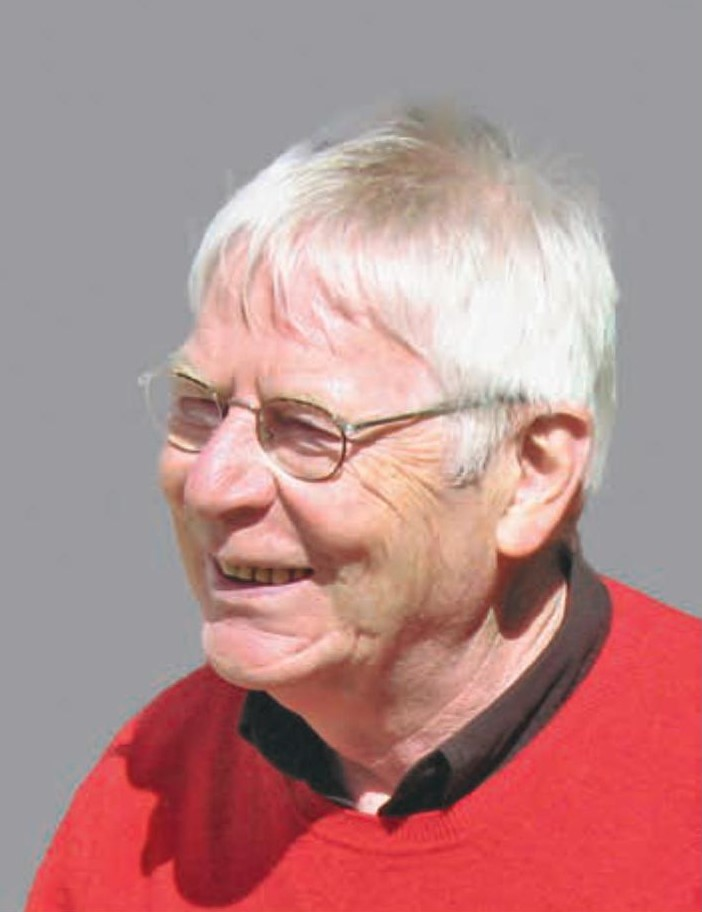
Jürgen Petersohn während einer Exkursion der Arbeitsgemeinschaft für pommersche Kirchengeschichte e. V. bei Tallinn in Estland am 9. Juni 2006

Schwerpunkte von Petersohns Forschungen waren die politische Ideengeschichte, Bildungs- und Kirchengeschichte, Rom und das Kaisertum im Hochmittelalter, die Landesgeschichte Frankens und Nordostdeutschlands, der Humanismus, die Missionierung Pommerns, die Geschichte der Heiligsprechungen und ihrer Instrumentalisierung durch die Kaiser und die konziliare Bewegung im 15. Jahrhundert. Seine Arbeiten umspannten ein weites Feld, die Themen erstreckten sich von der northumbrischen Unziale des 8. Jahrhunderts bis zur Geschichte des preußischen Ständewesens im 16. und beginnenden 17. Jahrhundert und zur Wissenschaftsgeschichte des 19. und 20. Jahrhunderts. Die Ergebnisse sind in achtzehn Monographien und über einhundert Aufsätzen veröffentlicht. Petersohns wissenschaftliche Anfänge lagen auf dem Gebiet der frühneuzeitlichen Geschichte. In den Jahren 1957 bis 1963 verfasste er etwa ein Dutzend Aufsätze vor allem zur preußischen Geschichte der frühen Neuzeit, von denen die beiden ersten noch zu seiner Studienzeit entstanden. Ein halbjähriger Forschungsaufenthalt in Rom 1960/61 führte zu einer zunehmenden Ausrichtung auf mittelalterliche Themen.

### Landesgeschichte

#### Nordostdeutsche, insbesondere pommersche Landesgeschichte
Seit den frühen sechziger Jahren widmete sich Petersohn der Kirchengeschichte Pommerns im Mittelalter. Damit wandte er sich dem Raum zu, in dem er seine Kindheit verbracht hatte. Seine Habilitationsschrift behandelte den südlichen Ostseeraum im kirchlich-politischen Kräftespiel des Reichs, Polens und Dänemarks vom 10. bis zum 13. Jahrhundert. Er untersuchte dort die Entstehung des obodritischen und des pommerschen Sakralraums und befasste sich mit Mission, Bistumsgründungen und der Herausbildung der kirchlichen Strukturen. Die 1979 veröffentlichte Arbeit wurde ein Standardwerk zur pommerschen Geschichte der Missionszeit. Unter dem Begriff „Sakralraum“ verstand Petersohn, „daß im südlichen Ostseeraum kirchliche Hoheitsgebiete in mehr oder weniger konsequentem Anschluß an die politisch-gentilen Vorgegebenheiten der spätslavischen Zeit geschaffen wurden“. Er fragte nach der allmählichen kirchlichen Erschließung dieses Raumes. Petersohn begann mit Ausführungen zur Entstehung einer kirchlichen Organisation, dann behandelte er die Träger der Mission und schließlich den „rechtlichen und kulturellen Gehalt“ und die „äußeren Vorbilder und Muster des kirchlichen Lebens der Frühzeit“. Im Hauptteil der Arbeit untersuchte er „Struktur und Aufbaukräfte des obodritischen“ (im Wesentlichen ostholsteinischen und mecklenburgischen) und des „pommerschen Sakralraumes im 12. und 13. Jahrhundert“. Er konnte zeigen, dass Heinrich der Löwe vielfach als der „Schöpfer des obodritischen Sakralraums“ anzusehen ist. In Pommern begann die Mission mit Bolesław III. Schiefmund. Er hatte das Land unterworfen und den Bamberger Bischof Otto als Missionar in das Land geholt. In der zweiten Hälfte des 12. Jahrhunderts prägte Magdeburg in kultischer Hinsicht den pommerschen Sakralraum und machte ihn zu einer „kultischen Tochterprovinz Magdeburgs“. Im abschließenden Kapitel befasste sich Petersohn mit der Frage, ob die Kirchenpatrozinien mit der deutschen Ostsiedlung in die Neusiedelgebiete gekommen seien. Nach seinen Ausführungen spielten kultische Einflüsse als bloße Begleiterscheinung schlichter Siedlungsvorgänge aus den Reichsgebieten eine untergeordnete Rolle. Die Bedeutung der Arbeit liegt nach Rudolf Schieffer darin, dass der Autor das Thema nicht mehr einseitig unter dem Gesichtspunkt der deutschen Zuwanderung betrachtet, sondern den Blick auf die politischen Verwicklungen richtet, vor allem auf die Genese regionaler Identitäten durch gemeinsame Heiligenverehrung in den Sakralräumen. In Polen wurde die Studie schneller und breiter rezipiert als in der Bundesrepublik.
Im Jahr 1979 gab Petersohn auf einer Konferenz der Deutsch-Polnischen Schulbuchkommission einen Überblick über „Pommerns staatsrechtliches Verhältnis zu den Nachbarmächten“ bis zum Ausgang des Mittelalters. Der Beitrag wurde 1980 in dem Sammelband Die Rolle Schlesiens und Pommerns in der Geschichte der deutsch-polnische Beziehungen im Mittelalter publiziert und erschien 1987 in polnischer Übersetzung. Außerdem veröffentlichte Petersohn zahlreiche Einzelstudien zur Landesgeschichte und Kultgeschichte Pommerns vor allem im 12. Jahrhundert. Anhand der Schriftquellen und archäologischen Befunde stellte er die Bedeutung der Burg und der städtischen Siedlung Usedom für das Herzogtum Pommern und die Kirche heraus.
Petersohns Forschungen zur Geschichte Pommerns bezogen auch Mecklenburg und Holstein mit ein. Die millenniumsbedingten Rückblicke des Jahres 2000 betrachteten die Politik Ottos III. gegenüber den elb- und ostseeslawischen Stämmen vorrangig als Zuspitzung der Vorgänge, die zum Akt von Gnesen führten. Von dieser Sichtweise versuchte sich Petersohn in einem 2003 veröffentlichten Aufsatz zu lösen. Er richtete den Blick auf Ottos III. Politik gegenüber den slawischen Stammesverbänden an Ostsee, Oder und Elbe im vorausgehenden Jahrzehnt. Dazu analysierte er mit dem sogenannten Mecklenburgzug, dem Privileg für das Bistum Meißen und dem Massaker an den Slavnikiden exemplarisch drei Ereignisse vor allem im Jahre 995, also zu Beginn der selbständigen Herrschaft Ottos III.

#### Ethnogenese und Selbstverständnis der Bewohner Frankens im Mittelalter
Petersohn verfasste auch Studien zu Ethnogenese und Selbstverständnis der Bewohner Frankens, der in mittelalterlichen Quellen als Ostfranken (Franci orientales) bezeichneten ethnischen Einheit im Franconia genannten Maingebiet. Ausgangspunkt für seine Beschäftigung mit den Schriftquellen zu Franken im frühen und hohen Mittelalter war das Angebot von Andreas Kraus, den Beitrag Franz-Josef Schmales Bildung und Wissenschaft, lateinische Literatur, geistige Strömungen im Band Franken/Schwaben von Max Spindlers Handbuch der bayerischen Geschichte aus dem Jahre 1971 für eine Neuausgabe auf den aktuellen Stand zu bringen. Im Jahr 2008 erschien von ihm nach jahrzehntelanger Beschäftigung mit dem Thema Franken eine Darstellung der Wandlungen des Begriffs Franken von den Karolingern bis zum 16. Jahrhundert, die er seinem akademischen Lehrer Otto Meyer widmete. In dieser Untersuchung zog er nicht nur Quellenmaterial aus der Onomastik, der Hagiographie, dem Rechtswesen und anderen Bereichen heran, sondern verknüpfte seinen Befund auch mit aktuellen ethnogenetischen Fragestellungen; er fragte nach dem „kulturellen Gedächtnis“ im Sinne von Jan Assmann, „um die Identität und das Profil einer konkreten geschichtlichen Einheit“ konturieren zu können. Petersohn gliederte seine Darstellung in drei große Zeitetappen. Er legte zunächst dar, wie sich im frühen und hohen Mittelalter der Name Franken als Bewusstseinsinhalt und Vorstellung herausbildete (S. 67–135), und beleuchtete geschichtliche Hintergründe dieser Bewusstseinsentwicklung (S. 137–166). Dann wandte er sich dem Landesbewusstsein zu, das sich im Spätmittelalter geformt habe (S. 187–329). Die dritte Phase ist für Petersohn von Identitätsproblemen „beim Aufbruch in die Neuzeit“ bestimmt (S. 331–348). Nach seiner Darstellung ist Franken in seinen Konturen seit der zweiten Hälfte des 8. Jahrhunderts erkennbar, hatte sich um die Wende vom 9. zum 10. Jahrhundert als räumlich-ethnische Einheit gefestigt und begann sein selbständiges Dasein im 10. Jahrhundert. Der Mainraum Franken löste sich aus dem Großverband der „innerdeutschen Francia“, und seine Bevölkerung entwickelte sich zu einem eigenständigen ethnischen Gebilde. Die gesamte Darstellung ist stark auf die würzburgische Geschichte ausgerichtet. Ihr zufolge war das Frankenbewusstsein „in Ausprägung und Dichte nicht gleichförmig auf den Raum projiziert, der Franken zum jeweiligen Zeitstatus ausmachte. Eindeutig sind ein – auf Würzburg bezogener – Kernbereich mit früher Anfangsphase, starker Intensität und qualitativ hochentwickeltem Vorstellungsgehalt und eine Reihe weiterer Zonen“ zu unterscheiden. Große Bedeutung maß Petersohn der Kiliansverehrung bei. Würzburg blieb dadurch „auch im Spätmittelalter Zentrum eines eng mit dem Identitätsbewußtsein Frankens verbundenen Heiligenkultes“, dessen Ausstrahlung auch weiterhin eine „gesamtfränkische Funktion“ besaß. Petersohns Arbeit gilt als grundlegende Untersuchung zu Begriff und Vorstellung von Franken im Mittelalter und damit zur Bildung der historischen Landschaft Franken. Das Buch war bereits nach kurzer Zeit vergriffen.

### Viten und Nachleben Bischof Ottos I. von Bamberg
Einen weiteren Forschungsschwerpunkt bildeten Viten und Nachleben Bischof Ottos I. von Bamberg, eines namhaften Prälaten des 12. Jahrhunderts, der als Missionar Pommern christianisierte. Ihm widmete Petersohn 1966 eine erste Spezialstudie über das Epitheton „Apostolus Pomeranorum“. In den 1960er Jahren unterbreitete er den Monumenta Germaniae Historica (MGH) den Plan einer Neuedition der ältesten Lebensbeschreibung Ottos, der sogenannten „Prüfeninger Vita“. Dieses im Kloster Prüfening zwischen 1140 und 1146 entstandene Werk ist einzig in vier Handschriften des im ausgehenden 12. Jahrhundert angelegten Magnum legendarium Austriacum überliefert. Die zwischen 1966 und 1974 von polnischer Seite publizierten Vitenausgaben prüfte Petersohn kritisch. Eine erste Fassung seiner Ausgabe der Prüfeninger Vita legte er Ende 1988 in München vor. Wegen Meinungsverschiedenheiten mit dem dafür abgeordneten Mitarbeiter der MGH über Details der Ausgestaltung ließ Petersohn die Arbeit an der Prüfeninger Vita jahrelang ruhen. Erst Mitte der 1990er Jahre setzte er die Arbeit fort. Die Edition konnte 1999 erscheinen. Petersohn klärte erstmals die stemmatischen Abhängigkeitsverhältnisse. Kritisch sah er die früher vermutete Verfasserschaft Wolfgers von Prüfening und eine mögliche Identität des Autors mit dem Verfasser der ebenfalls anonym tradierten Vita Theogeri Mettensis. Er führte die auffällige Anzahl an Varianten der Fassung der Zwettler Handschrift Nr. 24 auf Legasthenie des Schreibers zurück.
Petersohn untersuchte Inhalt und Aufbau der Prüfeninger Vita des Bischofs von Bamberg. Er kam zum Ergebnis, dass dort Ottos „Verhältnis zu Kaiser und Fürsten und seine Rolle innerhalb der Reichs- und Universalkirche“ ausgeblendet werden. Stattdessen werden liturgische Regelungen, die Kontemplation, Ottos Organisationsleistungen im monastischen und diözesanen Bereich sowie seine Missionstätigkeit ausführlich beschrieben. Im Jahr 2011 veröffentlichte Petersohn einen weiteren Beitrag zur Überlieferung der Otto-Viten. Seine Absicht, auch die anderen Viten zu edieren, musste er wegen seines Alters und zunehmender gesundheitlicher Beschwerden aufgeben.
Der heiliggesprochene Bischof Otto war zugleich Eckpunkt für Studien zu Mission, Kult und Kirche im mittelalterlichen Pommern. Petersohn konnte anhand von Dokumenten aus dem Vatikan nachweisen, dass der im Streit um den Konziliarismus anfangs mit dem Basler Konzil sympathisierende Bischof von Kammin, Hennig Iwen, im Jahr 1447 zur päpstlichen Seite überging, um seine Stellung im Streit mit Kolberg zu behaupten. Jahrzehntelang beschäftigte Petersohn sich auch mit den Kamminer Bischöfen. Nach kleineren Einzelstudien beteiligte er sich an den von Erwin Gatz herausgegebenen Bänden der Bischöfe des Heiligen Römischen Reiches mit den Lebensbildern für das Bistum Kammin. Im Jahr 2015 veröffentlichte Petersohn eine Darstellung der Kamminer Bischöfe, die Adalbert und seine 31 Nachfolger bis 1556 behandelt.

### Politik und Heiligenverehrung
Im Jahr 1959 stellte Petersohn in Hannover auf einer Tagung der Historischen Kommission für Pommern methodische Überlegungen zur Frage an, wie man auf dem Gebiet der mittelalterlichen Heiligenverehrung in Pommern zu gesicherten Ergebnissen kommen kann. Die Forschungen zu den Themenfeldern Heiligenverehrung, Reliquienkult und Patrozinien setzte er in weiteren Studien fort, die über Pommern weit hinausreichen. Im Oktober 1990 und im März 1991 veranstaltete er zwei international und interdisziplinär ausgerichtete Tagungen des Konstanzer Arbeitskreises auf der Insel Reichenau zum Thema „Politik und Heiligenverehrung im Hochmittelalter“. Die Ergebnisse wurden im 42. Band der Vorträge und Forschungen in 17 Aufsätzen dokumentiert. Die Beiträge von Experten aus Deutschland, England, Italien, Polen und Ungarn befassen sich im gesamteuropäischen Zusammenhang mit dem Problem der öffentlichen Heiligenverehrung im Mittelalter. Petersohn selbst behandelte in seinem Beitrag Kaisertum und Kultakt in der Stauferzeit. Außerdem verfasste er das Resümee. Mit Blick auf offene Arbeitsfelder wies er darauf hin, dass zukünftige Forschungen unter anderem eine „Typologie der Stadtpatrone im Mittelalter“ berücksichtigen sollten.

### Geschichte Roms und das hochmittelalterliche Kaisertum
Petersohn befasste sich jahrzehntelang mit der Geschichte Roms. Seit Anfang der sechziger Jahre arbeitete er im Deutschen Historischen Institut in Rom und erschloss im Vatikanischen Archiv und der Vatikanischen Bibliothek ungedrucktes Quellenmaterial. Ab 1974 veröffentlichte er zahlreiche und grundlegende Beiträge über Rom und das Kaisertum in der salischen und der staufischen Epoche. Grundlegend wurde seine 1974 veröffentlichte Studie über den 1188 geschlossenen Vertrag des Römischen Senats mit Papst Clemens III.
Im September 1997 wurde ein wissenschaftlicher Kongress auf der Wartburg über den Gegenkönig Heinrich Raspe veranstaltet. Dort hielt Petersohn einen Vortrag, wobei er sich mit der einzigen erhaltenen Goldbulle dieses Gegenkönigs befasste. Der Vortrag wurde separat abgedruckt.
Petersohn untersuchte auch ein Schreiben der Römer an König Lothar III. vom 18. Mai 1130. Nach dem Tod Papst Honorius’ III. war es zu einer schismatischen Papstwahl gekommen, aus der mit Innozenz II. und Anaklet II. zwei rivalisierende Päpste hervorgegangen waren. Mit dem Brief forderten die Römer den König auf, Anaklet II. als rechtmäßigen Papst anzuerkennen. Das Schreiben hatte vor Petersohns Arbeit in der Forschung wenig Beachtung gefunden, zumal eine Textausgabe fehlte. Petersohn erkannte die Bedeutung des Briefs als Quelle für die Sozial- und Verfassungsgeschichte der Stadt Rom im ersten Drittel des 12. Jahrhunderts und für das Selbstverständnis der Römer. Er klärte den Überlieferungsweg und legte eine Edition des Textes vor. Damit wollte er die Grundlage für weitere Forschungen schaffen.
Petersohn sprach sich gegen die Hypothese von Johannes Fried aus, nach der Heinrich der Löwe im Jahre 1155 – gemeinsam mit Friedrich Barbarossa oder allein – die Bronzefigur der Tuskulaner in Rom kennenlernte und diese somit als Vorbild für den Braunschweiger Löwen in Frage kommt. Er machte geltend, es gebe keinerlei Belege oder Indizien für einen Rombesuch des Herzogs, der ihm die Gelegenheit zur Besichtigung der Lupa Capitolina gegeben hätte.
Im Jahr 2009 publizierte Petersohn eine Untersuchung über die Rolle Roms für Heinrich V. und die Bedeutung der Herrschaftszeit dieses Saliers für die Entwicklung der kaiserlich-stadtrömischen Beziehungen. Als Summe seiner jahrzehntelangen Forschungsarbeit erschien 2010 die Studie Kaisertum und Rom in spätsalischer und staufischer Zeit. Gegenstand der Arbeit sind die umfassenden Wechselwirkungen von Romidee und Rompolitik im Ringen von Kaiser, Papst und städtischer Kommune in dem genannten Zeitraum. Petersohn fragte danach, zu welchem Zeitpunkt es – von gelegentlichen Kontaktaufnahmen (Kaiserkrönung, Papstein- oder -absetzungen) abgesehen – zu längerfristigen Verbindungen kam, die „beiderseitige Anerkennung und ein Mindestmaß an Vertrauen“ einschlossen und „auf gemeinsamen Interessen [...] beruhten“. Als den Initiator der imperialen Rompolitik sah Petersohn Heinrich V. an. Heinrich habe durch sein „politisches Zusammengehen mit den Vertretern des städtischen Autonomiebestrebens [...] eine Dreierkonstellation römischer Potenzen – Kommune, Kaiser, Papst –“ geschaffen, „deren Interaktionen für die kommenden Jahrzehnte das politische Spiel nachdrücklich bestimmten: Heinrichs Selbstdarstellung als Romkaiser steht im Einklang mit seinen Bemühungen, im Widerspruch zu den Versuchen des gregorianischen Papsttums, die Legitimation des deutschen Herrschers auf das nordalpine regnum Teutonicum zu beschränken, durch die Annahme der Titulatur rex Romanorum und die Durchsetzung des Reichstitels Romanum imperium die römische Qualifikation seines monarchischen Amtes unübersehbar und bleibend zu verankern“. Einen Wandel in der Romidee machte Petersohn unter Konrad III. aus. Die Römer boten dem Staufer die Kaiserkrone aus ihren Händen an. Dies sei der Anlass gewesen, aus dem zur Zeit Konrads III. „das deutsche Königtum erstmals wieder seit den Tagen Heinrichs V. Rom zum Thema seiner politischen Überlegungen und Planungen“ gemacht habe. Die Entwicklung des Kaiser-Rom-Verhältnisses und des Romgedankens war in der Folgezeit durch Abbrüche und Neuansätze bestimmt. Breiten Raum nimmt in der Darstellung mit zwölf Kapiteln die Zeit Friedrich Barbarossas ein. Für ihn hätten Romhoheit und Kaiserwürde untrennbar zusammengehört, während für Heinrich VI. Rom lediglich „ein Nebenfaktor seiner Interessen“ gewesen sei.

### Der Basler Konzilsversuch des Andreas Jamometić und die Reaktionen von Kaiser und Papst

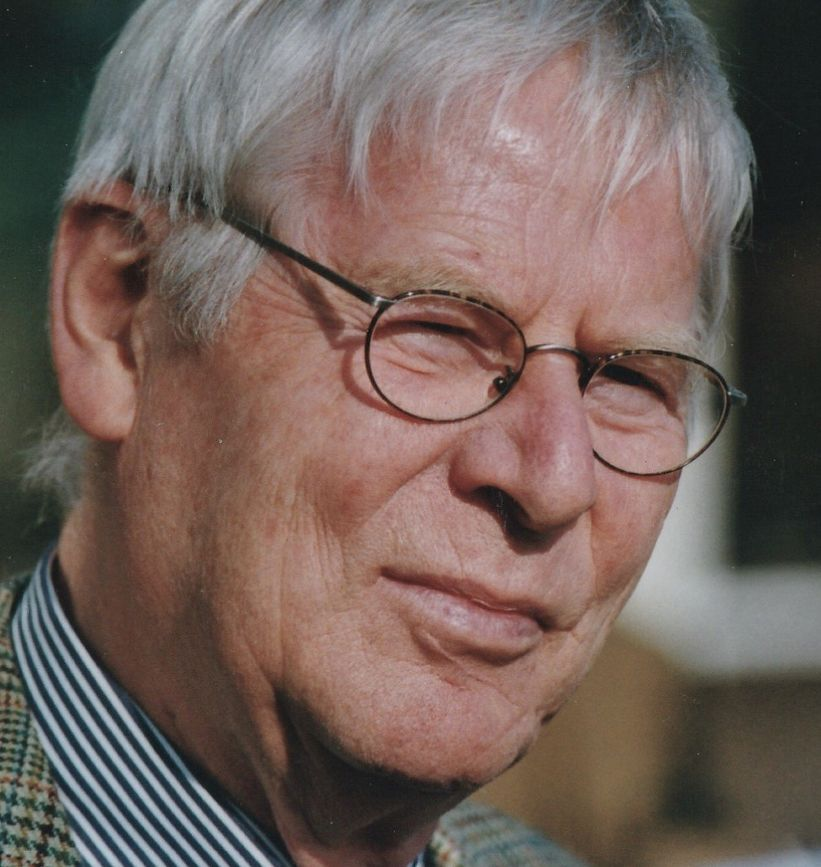
Jürgen Petersohn, aufgenommen 2004 von Werner Maleczek

Petersohn schlug 1974 beim Deutschen Historikertag auf einer Arbeitssitzung der Sektion Personenforschung im Spätmittelalter vor, die Prosopographie als „Sammlung und Verzeichnung aller Personen eines nach Raum und Zeit abgesteckten Lebenskreises“ zu definieren. Im Unterschied zu früheren Epochen müsse die prosopographische Forschung für das Spätmittelalter bereits im Vorfeld sichten und werten. Daraus ergab sich für Petersohn eine „Wechselwirkung zwischen Methode und sachlicher Thematik bei jeder Einzeluntersuchung“. Seine Definition wird bis heute viel zitiert. Mit dem biographischen und personengeschichtlichen Ansatz versuchte er zahlreiche Fragen der spätmittelalterlichen Reichs- und Papstgeschichte zu beantworten.
Bei Petersohns regelmäßigen Archivaufenthalten in Italien und im Vatikan standen immer wieder der päpstliche Diplomat Angelo Geraldini oder der rebellische kroatische Erzbischof Andreas Jamometić im Blickpunkt. Seit 1979/80 trug er mit Unterstützung der Deutschen Forschungsgemeinschaft in Basel und seinem oberrheinischen Umfeld sowie in Innsbruck, Wien, Venedig und Florenz Material zu Jamometić zusammen, insbesondere zu dessen Versuch, 1482 das Basler Konzil wiederzubeleben, sowie zu den Reaktionen von Kaiser und Papst auf diese Initiative. In späteren Jahren führte er diese Forschungen fort, vor allem in Rom (Biblioteca Apostolica Vaticana, Archivio Segreto Vaticano) und Mailand sowie in zahlreichen kleineren Archiven und Bibliotheken Italiens. In diesem Zusammenhang veröffentlichte er 1985 eine Biographie Geraldinis, der 1987 eine Edition einschlägiger Quellen folgte. Auf den 1486 verstorbenen Geraldini war Petersohn aufmerksam geworden, weil der Diplomat als Bischof von 1482 bis 1485 das Bistum Kammin verwaltete und ab 1482 im Auftrag von Papst Sixtus IV. in Basel wirkte, um Jamometićs konziliaristische Aktivitäten abzuwehren. Nach Petersohn gehörte Geraldini zwar „nicht zu den Großen seines Jahrhunderts“, doch kann seine Biographie „als Schlüssel zur Erkenntnis eines umfassenderen Gefüges“ dienen. Dass sich der Marburger Mediävist für eine Darstellung des Stoffs in Form einer Biographie entschied, erschien angesichts der damaligen Ausrichtung der Geschichtswissenschaft auf sozioökonomische Strukturen als nicht zeitgemäß. Die Überlieferung für Geraldini ist weit über Europa verteilt und sehr umfangreich. Petersohn wertete für seine Biographie Bestände in mindestens 24 Archiven aus. Dabei erschloss er erstmals ungedruckte Quellen aus italienischen, französischen, schweizerischen, österreichischen und deutschen Archiven. Die Arbeit gilt als bedeutender Beitrag zur Geschichte des Konziliarismus, der Universitäten und des Humanismus des 15. Jahrhunderts. In der 1987 veröffentlichten Folgearbeit edierte Petersohn sieben an Papst Sixtus IV. und das Kardinalskollegium gerichtete Dokumente von Angelo Geraldini aus der Zeit von September 1482 bis Juli 1483, die mit der Unterdrückung des Konzilsversuchs des Andreas Jamometić zusammenhängen. Schließlich erschien 2004 eine Darstellung Petersohns zu Andreas Jamometić selbst samt kritischer Edition von 18 bisher ungedruckten Quellen aus den Jahren 1479 bis 1484. Sie gilt als wichtige Vorarbeit für eine Biographie des Erzbischofs und kaiserlichen Diplomaten, der vor allem durch den gescheiterten Basler Konzilsversuch 1482 bekannt wurde. Petersohn behandelte unter vorwiegend diplomatiegeschichtlichen Aspekten einen „biographischen Teilabschnitt einer umstrittenen Persönlichkeit aus dem letzten Drittel des 15. Jahrhunderts“.
Die politischen Interessen und Ziele von Kaiser Friedrich III. und Papst Sixtus IV. arbeitete Petersohn anhand zweier Dokumente heraus. Er verglich das Promemoria Friedrichs aus dem Jahr 1479 und eine Instruktion für die Legation des Laibacher Propstes Peter Knauer inhaltlich und arbeitete Unterschiede heraus, die Rückschlüsse auf die Kurienpolitik Friedrichs ermöglichen. Nach zahlreichen Aufsätzen veröffentlichte er 2015 die Monographie Reichsrecht versus Kirchenrecht. Im Zentrum der Arbeit steht der Streit zwischen Kaiser und Papst darüber, wer von ihnen für das Strafgericht über den Initiator des Basler Konzilsversuchs zuständig war. Ein Auslieferungsersuchen von Sixtus IV. führte zum „letzten großen Kaiser-Papst-Streit des Mittelalters“. Die Kontroverse blieb den Zeitgenossen und der modernen Forschung weitgehend verborgen, da sie abseits der Öffentlichkeit geführt wurde und „die Routinebeziehungen beider Institutionen ungestört weiter liefen“. Im Frühjahr 1484 zeigte Sixtus Bereitschaft zum Verzicht auf die Auslieferung und machte das Zugeständnis einer Prozessführung durch päpstliche Vertreter in Basel. Durch den Tod des Papstes und den Selbstmord Jamometićs kurz darauf wurde der Streit allerdings noch im selben Jahr gegenstandslos. Bedeutsam ist der Konflikt für das Bild der Geschichtsschreibung von Friedrich III., der lange Zeit als „Erzschlafmütze des Reichs“ galt. Nach Petersohns Forschungen war „Friedrich III. [...] der erste – und zugleich der einzige! – deutsche Herrscher, der die Überstellung eines geistlichen Delinquenten an die Papstgewalt begründet und erfolgreich verweigerte“. Die Analyse des Streits um den Basler Konzilsdelinquenten zeigt, dass „Friedrich nicht nur entschlossen, sondern durchaus in der Lage war, sein monarchisches Selbstverständnis in einer aufs äußerste zugespitzten Hoheitsauseinandersetzung auch gegenüber der Papstgewalt politisch zu behaupten“. „Sichtbar wird nunmehr […] das Bild eines Menschen mit einer wenngleich schwer zugänglichen, so doch individuellen und differenzierten Seelenlage, geprägt durch Wunden und Verletzungen ebenso wie durch den zähen Willen zu unbedingter Selbstbehauptung.“ Jörg Schwarz (2017) zufolge handelt es sich um „die derzeit beste Charakteristik Kaiser Friedrichs III.“ Im zweiten Teil der Arbeit legte Petersohn eine Edition von 66 bislang ungedruckten Schriftstücken aus dem Zeitraum vom 4. Mai 1482 bis zum 9. Juli 1484 zu dem geschilderten Konflikt vor.

### Barbarossas Herrschaftspolitik
Ein weiterer Schwerpunkt war die Herrschaftspolitik Friedrich Barbarossas in Deutschland und Italien. Den Schwierigkeiten der Mittelalterforschung, den persönlichen Anteil des Kaisers am politischen Geschehen auszumachen, versuchte Petersohn auf einer Reichenau-Tagung vom Herbst 1989 mit einem Definitionsvorschlag zu begegnen. Seiner Deutung zufolge ist Friedrich Barbarossa als „Chiffre“ aufzufassen. Sein Name steht als Abkürzung „für die Ursache aller politischen Äußerungen, Maßnahmen und Zielsetzungen“, die die Quellen mit ihm verbinden und hinter denen „auch wenn Entscheidungsbildung und Ausführung kollektiv und anonym erfolgten, doch in der Regel der initiative und verantwortende Wille des Kaisers gestanden haben dürfte“. Kritik an dem Begriff „Chiffre“ äußerte Johannes Laudage, der darunter „Deutungs-Pluralismus“ verstand. Achim Thomas Hack sah in dem Begriff „Mutmaßungen im Konjunktiv“.

### Königsinsignien und Herrscherzeremoniell
Lange Zeit galt in der Geschichtswissenschaft die Verwendung der Reichsinsignien als zentrales Kriterium für eine „echte“ Krönung. Petersohn entlarvte Anfang der 1990er Jahre diese Bedeutungszuschreibung als „Forschungsstereotyp“. Für seine Studie stützte er sich auf eine umfassende Zusammenstellung von Albert Huyskens. Bei umstrittenen Königskrönungen (1198 oder 1314) waren nach Petersohns Auswertung der Quellen nicht die Krönungsinsignien, wie die Reichskrone, sondern der richtige Krönungsort und der rechte Konsekrator entscheidend. Der Besitz der Reichsinsignien und Reichsreliquien bot allerdings „eine Herrschaftslegitimation eigener Art“, nur eben nicht am Herrschaftsbeginn. Sie symbolisierten ihrem Inhaber einen allgemeinen Anspruch auf das regnum und bekräftigten das Recht auf Ausübung der Königsherrschaft im Reich. Allerdings blieb nach Ansicht der Zeitgenossen „die herrschaftszusichernde Kraft der Reichsinsignien insgesamt im Vorfeld verbindlicher Rechtsgrundsätze“. Mit dem Einsatz der Reichsinsignien habe sich „auf einer irrationalen Verständnisebene an Gruppenmentalitäten und politische Zusammengehörigkeitsgefühle“ appellieren lassen. Über die Reichsinsignien und deren Bedeutung im mittelalterlichen Reich legte Petersohn weitere Abhandlungen vor. Ernst Schubert (2005) konnte in seiner Untersuchung über die Königsabsetzung im deutschen Mittelalter die Forschungen Petersohns bestätigen, wonach die Reichsinsignien bei weitem nicht die verfassungsbildende Bedeutung hatten, die ihr von der älteren Forschung eingeräumt wurde.

### Geschichte der Mittelalterforschung
Petersohn befasste sich auch unter wissenschaftsgeschichtlichem Aspekt mit der Mittelalterforschung im 19. und 20. Jahrhundert. Auf breiter Materialgrundlage untersuchte er anhand von zwanzig Fachvertretern die Auswirkungen der Emigration jüdischer und politisch missliebiger Mediävisten nach 1933 auf den Feldern der Geschichtswissenschaft im engeren Sinn, der Rechtsgeschichte und der Humanismusforschung. In Deutschland und Österreich setzten sich nach 1933 verfassungs- und sozialgeschichtliche Fragestellungen durch. Im Gegensatz dazu etablierten die emigrierten Mediävisten im Exil mit ihrer vorwiegend geistes- und ideengeschichtlichen Ausrichtung in Verbindung mit kirchen- und theologiegeschichtlichen Fragestellungen zahlreiche zukunftsweisende Forschungsansätze und methodische Innovationen. Auch nach dem Ende der nationalsozialistischen Herrschaft beeinflussten diese Neuerungen die deutsche Forschung nur begrenzt. Ihren Höhepunkt habe die geistes- und ideengeschichtliche Forschung der deutschsprachigen Mediävistik des 20. Jahrhunderts daher nicht in der Heimat, sondern im anglo-amerikanischen Exil erlebt. Die Folgen dieser Entwicklung seien bis in die Gegenwart spürbar.
Außerdem befasste sich Petersohn mit einem Schreiben Otto Meyers vom 2. Oktober 1938 an Edmund Ernst Stengel, den damaligen Präsidenten der Monumenta Germaniae Historica. Gegenstand des Briefes ist Meyers Erstentwurf seines Nachrufes auf den am 6. Juli 1938 gestorbenen Ulrich Stutz. Meyer hatte dort auf eine antisemitische Kritik Paul Kehrs an Harry Bresslau von 1935 Bezug genommen und Stutz’ Ehrenrettung für Bresslau gegenüber Kehr als einen für die Gesinnung des Verstorbenen typischen Charakterzug herausgestellt. In dem von Meyer 1938 veröffentlichten Nachruf im Deutschen Archiv fehlt jedoch diese Passage.

### Memoria und fürstliches Selbstverständnis im Hochmittelalter
Weitere Forschungen betrafen Memoria und fürstliches Selbstverständnis im Hochmittelalter. Petersohn widmete sich der zuvor nicht untersuchten Memoria des pommerschen Adelsgeschlechts der Greifen im 12. und beginnenden 13. Jahrhundert. In einem 1992 veröffentlichten Beitrag datierte er die Nekrolognotizen im Codex 5 der Aschaffenburger Hofbibliothek auf frühestens 1297. Er betrachtete sie als Zeugnisse des persönlichen Gebetsgedenkens, die Gertrud von Altenberg ihrer Mutter, der heiligen Elisabeth von Thüringen, widmete.
Petersohns Übertragung von Fragestellungen der Memoria-Forschung auf das 1131 zur thüringischen Landgrafenwürde aufgestiegene Adelsgeschlecht der Ludowinger öffnete den Weg für neue Perspektiven auf deren Selbstverständnis. Er erörterte die Frage nach der Besonderheit und dem Selbstverständnis der Ludowinger anhand von vier Punkten: Formierung und territoriale Verwurzelung, Selbstverständnis nach dem Erwerb der Landgrafenwürde, Traditionslinien und Traditionsbrüche sowie genutzte und vertane Chancen für das dynastische Selbstverständnis. Petersohn arbeitete einen Traditionsbruch des ludowingischen Selbstverständnisses bei Hermann I. (1190–1217) heraus, der sich beispielsweise in der Wahl seines Begräbnisortes und damit in der Gestaltung seiner Memoria zeigt. Auf diesem Gebiet brach der letzte Ludowinger Heinrich Raspe noch stärker mit der Tradition des Geschlechts als sein Vater Hermann. Das Gedenken der heiligen Elisabeth wirkte nicht integrierend für das Identitätsbewusstsein der Ludowinger. Vonseiten der Landgrafen ist für Elisabeth weder eine Altarweihe noch eine Kirchenstiftung überliefert. In einer weiteren Studie untersuchte Petersohn die Schrift De ortu principum Thuringie und kam zum Ergebnis, dass es sich um ein eigenständiges Werk handelt, dessen Ziel es war, den Weg der Ludowinger zur Landgrafenwürde aufzuzeigen. Verfasst wurde die Darstellung vermutlich um 1180 von einem Reinhardsbrunner Mönch.

## Schriften (Auswahl)
Ein Schriftenverzeichnis erschien in: Matthias Thumser (Hrsg.): Studien zur Geschichte des Mittelalters. Jürgen Petersohn zum 65. Geburtstag. Theiss, Stuttgart 2000, ISBN 3-8062-1448-4, S. 415–423.
Monographien
- Fürstenmacht und Ständetum in Preußen während der Regierung Herzog Georg Friedrichs. 1578–1603 (= Marburger Ostforschungen. Bd. 20, ISSN 0542-6537). Holzner, Würzburg 1963.
- Das Breviarium Caminense der 2. Hälfte des 15. Jahrhunderts in der ehemaligen Preußischen Staatsbibliothek. Ms. theol. lat. 208 der Westdeutschen Bibliothek in Marburg (= Veröffentlichungen der Historischen Kommission für Pommern. Reihe 5: Forschungen zur Pommerschen Geschichte. H. 3, ISSN 0440-9582). Böhlau, Köln u. a. 1963.
- Der südliche Ostseeraum im kirchlich-politischen Kräftespiel des Reichs, Polens und Dänemarks vom 10. bis 13. Jahrhundert. Mission, Kirchenorganisation, Kultpolitik (= Ostmitteleuropa in Vergangenheit und Gegenwart. Bd. 17). Böhlau, Köln u. a. 1979, ISBN 3-412-04577-2 (Zugleich: Würzburg, Universität, Habilitations-Schrift, 1970: Sakralstruktur und Kultgeschichte des südlichen Ostseeraumes von den Anfängen der Slavenmission bis zum Abschluß der deutschen Kolonisation (10.–13. Jahrhundert).).
- Ein Diplomat des Quattrocento. Angelo Geraldini (1422–1486) (= Bibliothek des Deutschen Historischen Instituts in Rom. Bd. 62). Niemeyer, Tübingen 1985, ISBN 3-484-82062-4.
- Rom und der Reichstitel „Sacrum Romanum Imperium“ (= Sitzungsberichte der Wissenschaftlichen Gesellschaft an der Johann-Wolfgang-Goethe-Universität Frankfurt am Main. Bd. 32, 4). Steiner, Stuttgart 1994, ISBN 3-515-06562-8 (online).
- Helmut Beumann (1912–1995). Mit zwei Anhängen (= Vorträge und Forschungen. Sonderband 43). Thorbecke, Sigmaringen 1997, ISBN 3-7995-6751-8 (online).
- Heinrich Raspe und die Apostelhäupter oder: Die Kosten der Rompolitik Kaiser Friedrichs II. (= Sitzungsberichte der Wissenschaftlichen Gesellschaft an der Johann-Wolfgang-Goethe-Universität Frankfurt am Main. Bd. 40, 3). Steiner, Stuttgart 2002, ISBN 3-515-08211-5.
- Franken im Mittelalter. Identität und Profil im Spiegel von Bewußtsein und Vorstellung (= Vorträge und Forschungen. Sonderband 51). Thorbecke, Ostfildern 2008, ISBN 978-3-7995-6761-9 (online).
- Kaisertum und Rom in spätsalischer und staufischer Zeit. Romidee und Rompolitik von Heinrich V. bis Friedrich II. (= Monumenta Germaniae Historica. Schriften. Bd. 62). Hahn, Hannover 2010, ISBN 978-3-7752-5762-6.
- Reichsrecht versus Kirchenrecht. Kaiser Friedrich III. im Ringen mit Papst Sixtus IV. um die Strafgewalt über den Basler Konzilspronuntiator Andreas Jamometić 1482–1484 (= Forschungen zur Kaiser- und Papstgeschichte des Mittelalters. Bd. 35). Böhlau, Köln u. a. 2015, ISBN 978-3-412-22375-5 (online).

Editionen
- Die Prüfeninger Vita Bischof Ottos I. von Bamberg nach der Fassung des Großen Österreichischen Legendars (= Monumenta Germaniae Historica. Scriptores. 7 = Scriptores rerum Germanicarum in usum scholarum separatim editi. Bd. 71). Hahn, Hannover 1999, ISBN 3-7752-5471-4.
- Diplomatische Berichte und Denkschriften des päpstlichen Legaten Angelo Geraldini aus der Zeit seiner Basel-Legation (1482–1483) (= Historische Forschungen. Bd. 14). Steiner, Wiesbaden/Stuttgart 1987, ISBN 3-515-05026-4.

Herausgeberschaften
- Politik und Heiligenverehrung im Hochmittelalter (= Vorträge und Forschungen. Bd. 42). Thorbecke, Sigmaringen 1994, ISBN 3-7995-6642-2.
- Der Konstanzer Arbeitskreis für mittelalterliche Geschichte. Die Mitglieder und ihr Werk. Eine bio-bibliographische Dokumentation (= Veröffentlichungen des Konstanzer Arbeitskreises für Mittelalterliche Geschichte aus Anlass seines fünfzigjährigen Bestehens 1951–2001. Bd. 2). Thorbecke, Stuttgart 2001, ISBN 3-7995-6906-5.